# Europäischer Ziesel
Der, in Österreich auch das, Europäische Ziesel (Spermophilus citellus, Syn.: Citellus citellus), auch Schlichtziesel genannt, ist ein bodenbewohnendes, meist Steppengebiete und Graslandschaften besiedelndes rattengroßes Nagetier aus der Familie der Hörnchen (Sciuridae). Es kommt in den Steppen Südosteuropas, in Teilen Österreichs und des Balkans sowie im europäischen Teil der Türkei vor.

## Merkmale

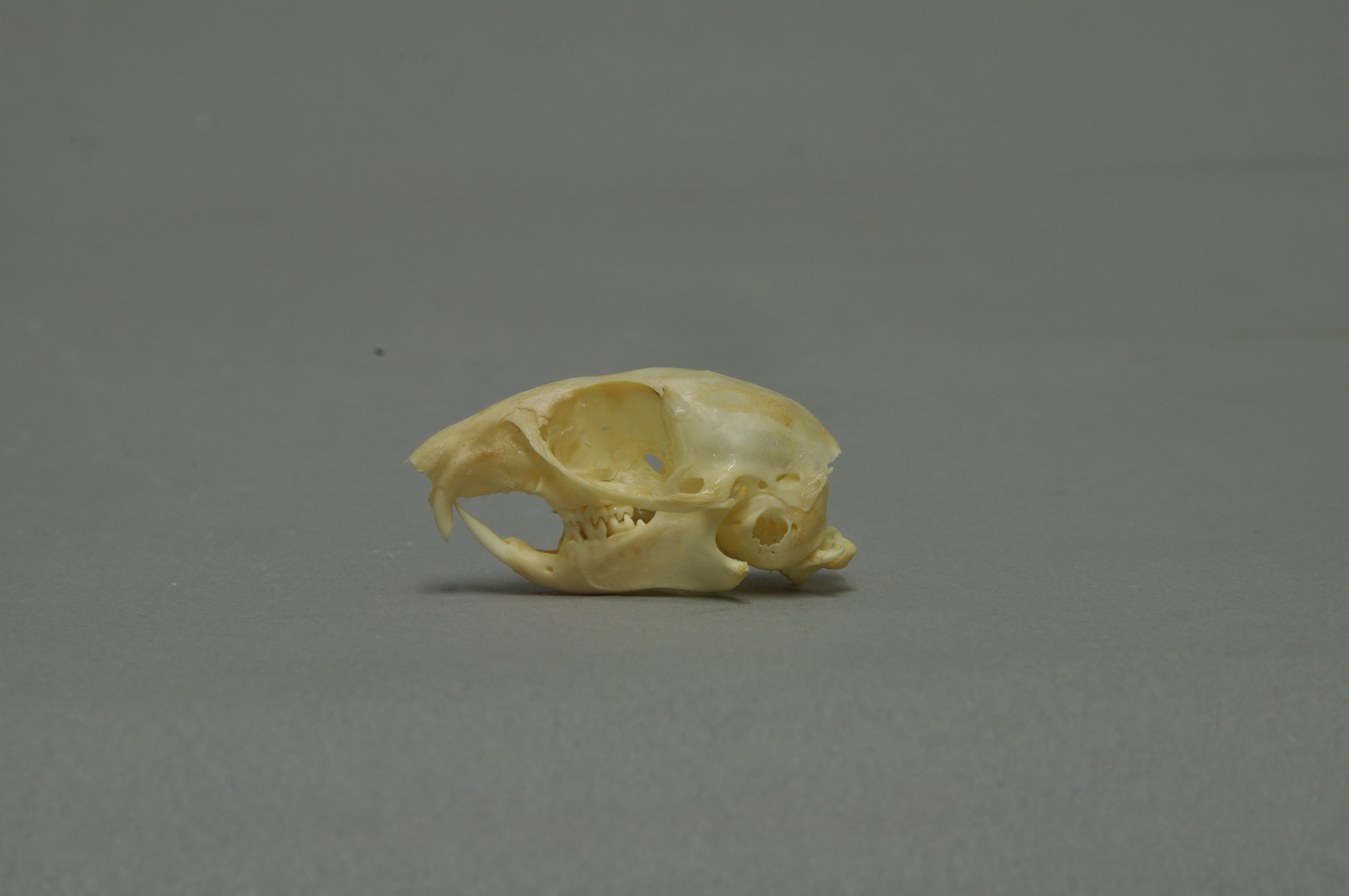
Schädel (Sammlung Museum Wiesbaden)

Der Europäische Ziesel erreicht ohne Schwanz eine Länge von 18 bis 23 Zentimeter. Mit dem relativ langen und dicht behaarten Schwanz kommen noch 5,5 bis 7,5 Zentimeter hinzu. Es wiegt je nach Jahreszeit 200 bis 430 Gramm. Die Beine sind relativ kurz. Das oben gelbgraue Fell ist mit weißgelben Tupfen bedeckt, diese Flecken fehlen an den Körperseiten. Zur gelblicheren Bauchseite hin hellt sich das Fell etwas auf. Stirn und Scheitel sind etwas dunkler schattiert als die Rückenpartie. Die dunklen Augen werden von einem helleren Ring umrahmt.
| 1 | · | 0 | · | 2 | · | 3 | = 22 |
| 1 | · | 0 | · | 1 | · | 3 | = 22 |

Die Art besitzt wie alle Arten der Gattung im Oberkiefer pro Hälfte einen zu einem Nagezahn ausgebildeten Schneidezahn (Incisivus), dem eine Zahnlücke (Diastema) folgt. Hierauf folgen zwei Prämolare und drei Molare. Im Unterkiefer besitzen die Tiere dagegen nur einen Prämolar. Insgesamt verfügen die Tiere damit über ein Gebiss aus 22 Zähnen.
Gemeinsam mit dem Kleinasiatischen Ziesel (Spermophilus xanthoprymnus), dem Taurus-Ziesel (Spermophilus taurensis), dem Perlziesel (Spermophilus suslicus), dem Daurischen Ziesel (Spermophilus dauricus) und dem Alashan-Ziesel (Spermophilus alashanicus) bildet der Europäische Ziesel eine wahrscheinlich nahe verwandte Gruppe von Erdhörnchen, die anatomisch nur sehr schwierig oder gar nicht zu unterscheiden und nur aufgrund der unterschiedlichen Verbreitungsgebiete identifizierbar sind. Der Kleinasiatische Ziesel, der ebenso wie der Europäische und der Taurus-Ziesel in der Türkei vorkommt, unterscheidet sich von diesen etwa durch einen kürzeren Schwanz sowie Merkmale des Schädels. Eine sichere Abgrenzung der Arten ist aber nur über vergleichende Schädelmessungen oder genetische Tests möglich.

## Verbreitung

Verbreitungsgebiet des Europäischen Ziesels

Sein Hauptverbreitungsgebiet liegt in den Steppen Südosteuropas, im europäischen Teil der Türkei und in Teilen des Balkan. Vorkommen gibt es auch in Österreich (z. B. auf der Perchtoldsdorfer Heide in der Nähe von Wien, Rafinger Heide (Pulkau)) und im Böhmischen Mittelgebirge rund um den Berg Raná in Tschechien. Das einzige deutsche Vorkommen bestand bis ca. 1950 bei Oelsen im Osterzgebirge. Ein Versuch der erneuten Ansiedlung von Zieseln bei Rudolphsdorf an der Grenze zu Tschechien wurde 2016 nach elf Jahren aufgegeben. Aussetzungen auf Gelände von Tiergärten (Wildpark „Osterzgebirge“ Geising-Hartmannmühle, Tiergarten Nürnberg, Heimattiergarten Riesa) scheinen sich dagegen besser zu bewähren.
In der Türkei leben neben Europäischen Ziesel zusätzlich der Kleinasiatische Ziesel sowie der erst 2007 beschriebene und ehemals dem Kleinasiatischen Ziesel zugeordnete Taurus-Ziesel, wobei der Europäische Ziesel auf den europäischen Teil der Türkei westlich des Bosporus beschränkt ist. Spermophilus taurensis kommt dagegen in den östlichen Teilen des Taurusgebirges vor, wobei sich sein Verbreitungsgebiet nur im nördlichen Teil mit dem des Kleinasiatischen Ziesels überlappt, wo beide Arten parapatrisch vorkommen.

## Lebensweise

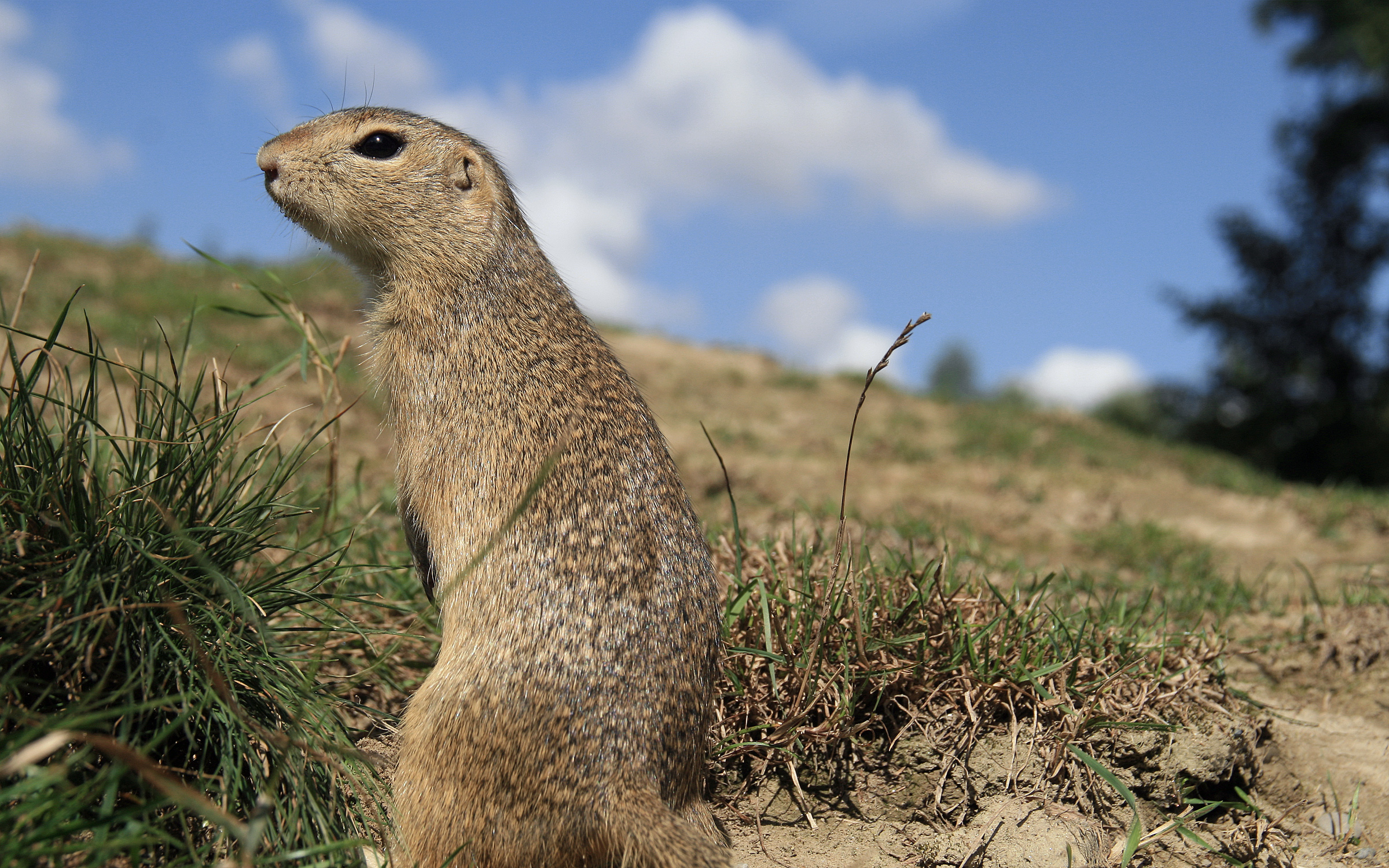
Europäischer Ziesel (Nationalpark Donau-Auen)

Europäische Ziesel leben in Erdbauen, die sie tagsüber verlassen, um auf Nahrungssuche zu gehen. Sie ernähren sich hauptsächlich von grünen Pflanzenteilen, Blüten und Samen, je nach Angebot ergänzen sie ihren Speiseplan mit Wurzeln, Knollen und Zwiebeln. Auch wirbellose Tiere wie Insekten und Regenwürmer werden nicht verschmäht. Im Spätsommer legen sie im Gegensatz zu anderen Zieselarten und Feldhamstern kaum Vorräte an, sondern intensivieren ihre Nahrungsaufnahme. Zusammen mit Änderungen in ihrem Stoffwechsel führt das zum Aufbau von körpereigenen Fettdepots. Wenn sie genügend Fettreserven gebildet haben, halten sie von Ende August/Anfang September bis März oder April des nächsten Jahres einen mehrmonatigen Winterschlaf. Zieselweibchen sind meist nach ihrem ersten Winterschlaf geschlechtsreif und bringen pro Jahr 2 bis 10 Junge zur Welt.
Trotz ihrer hörnchentypisch hektischen Bewegungen und ihrer ständigen Fluchtbereitschaft können Ziesel-Populationen gegenüber dem Menschen jede Scheu abbauen. Die Tiere lassen sich dann aus der Hand füttern, klettern gar auf sitzenden oder liegenden Personen herum. Auf den Menschen wirken Ziesel durch das Herausschauen aus den Erdlöchern, das Halten des Futters mit den Vorderpfoten, das häufige „Männchenmachen“ sowie vor allem eine ungewöhnlich ausgeprägt erscheinende Mimik selbst für Nagetier-Verhältnisse besonders possierlich.

## Systematik
Der Europäische Ziesel wird als eigenständige Art innerhalb der Gattung der Ziesel (Spermophilus) eingeordnet und stellt die Typusart der Gattung dar. Die Ziesel bestehen nach aktuellem Stand nach einer Revision der Gattung aus 15 Arten.
Die wissenschaftliche Erstbeschreibung stammt von Carl von Linné aus dem Jahr 1766. Er beschrieb die Art in der 12. Auflage seiner Systema naturae anhand von Individuen aus Österreich, wobei der Fundort später auf den Wagram in Niederösterreich eingegrenzt wurde. Dabei beschrieb Linné den Europäischen Ziesel als Mus citellus und ordnete ihn somit den Mäusen zu. 1825 wurde die Art durch Frédéric Cuvier in dessen Abhandlung über die Zähne der Säugetiere (Des dents des mammifères, considérées comme caracteres zoologiques.) als Nomenklatorischer Typus für die Erstbeschreibung der Gattung Spermophilus genutzt und erstmals unter dem bis heute gültigen Namen Spermophilus citellus gefasst. Parallel war zudem lange Zeit der Name Citellus citellus üblich, der 1816 von Lorenz Oken in Okens Lehrbuch der Naturgeschichte geprägt wurde. Alle von Oken erdachten Namen wurden jedoch 1956 von der International Commission on Zoological Nomenclature (ICZN) für ungültig erklärt, weil sie nicht der Linnäischen Nomenklatur folgten. Damit ist Spermophilus der allein gültige Gattungsname.

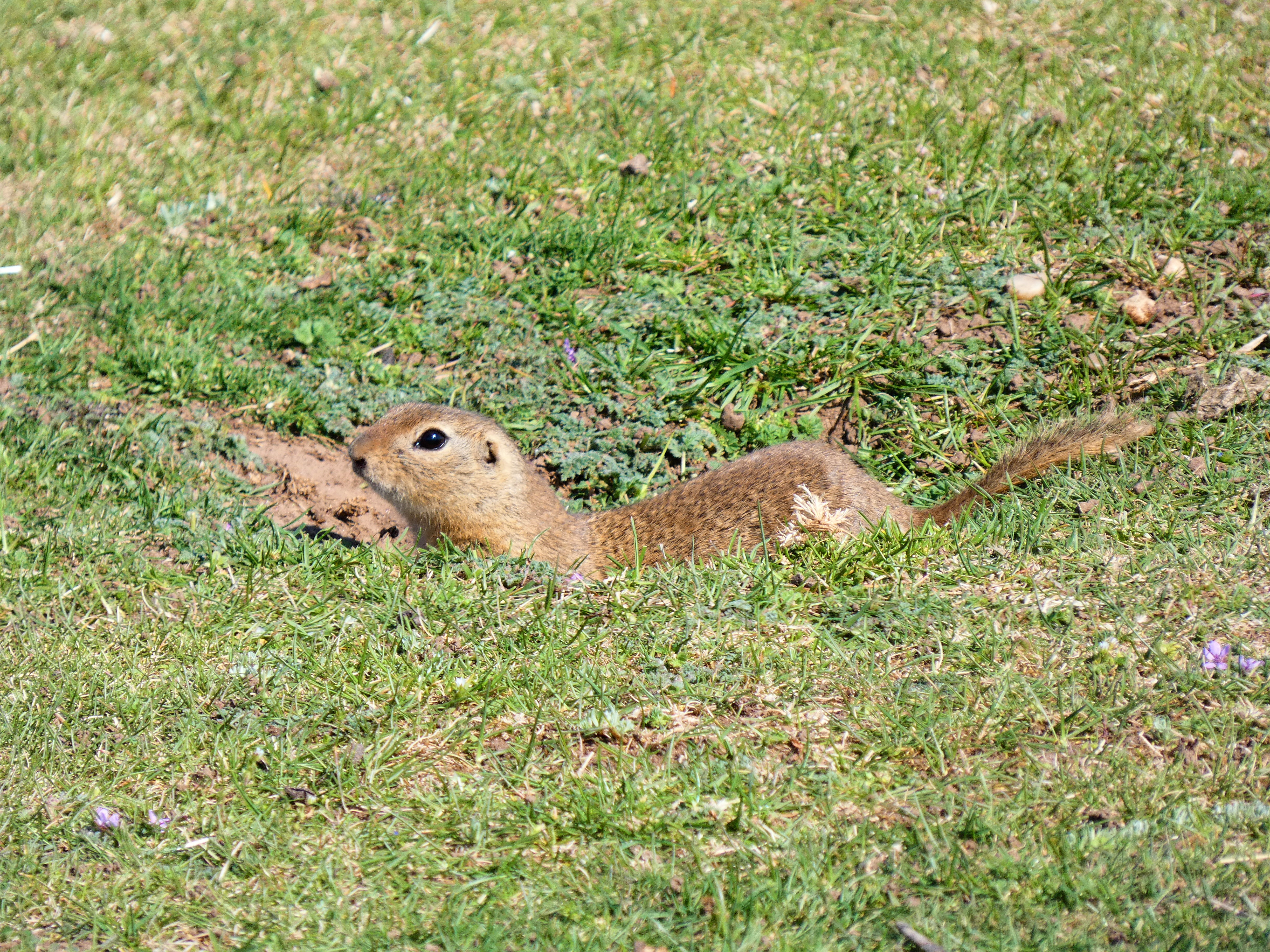
Ziesel bei Schloss Hof im Marchfeld.

Innerhalb der Art werden neben der Nominatform vier Unterarten unterschieden. Insgesamt wurden acht Unterarten beschrieben, die heute mit den akzeptierten vier Unterarten größtenteils synonymisiert sind. Da die kraniometrischen Daten dieser Unterarten jedoch nicht konsistent sind, wird eine Überarbeitung angeregt.
- Spermophilus citellus citellus: Nominatform, kommt in Österreich, Tschechien, der Slowakei und Ungarn vor.[8]
- Spermophilus citellus gradojevici: in Mazedonien. Die Rückenfärbung ist einfarbig blassgelb und die Bauchseite ist sandgelb. Das dunkle Band vor der Schwanzspitze ist eher braun als schwarz.[8] S. c. karamani wird als Synonym betrachtet.[3]
- Spermophilus citellus istricus: Ebenen der unteren Donau in Rumänien. Der Rücken ist auffällig von weißen Flecken gesprenkelt.[8] S. c. laskarevi wird als Synonym betrachtet.[3]
- Spermophilus citellus martinoi: in Bulgarien.[8] S. c. balcanicus und S. c. thracius werden als Synonyme betrachtet.[3]

Der Name Spermophilus leitet sich von dem griechischen Worten spermatos für „Same“ und phileo für „Liebe“ ab, bedeutet übersetzt also etwa „Samenliebende“. Der Artname citellus wird von der latinisierten Form der deutschen Bezeichnung „Ziesel“ für das Erdhörnchen abgeleitet.

## Gefährdung und Schutz

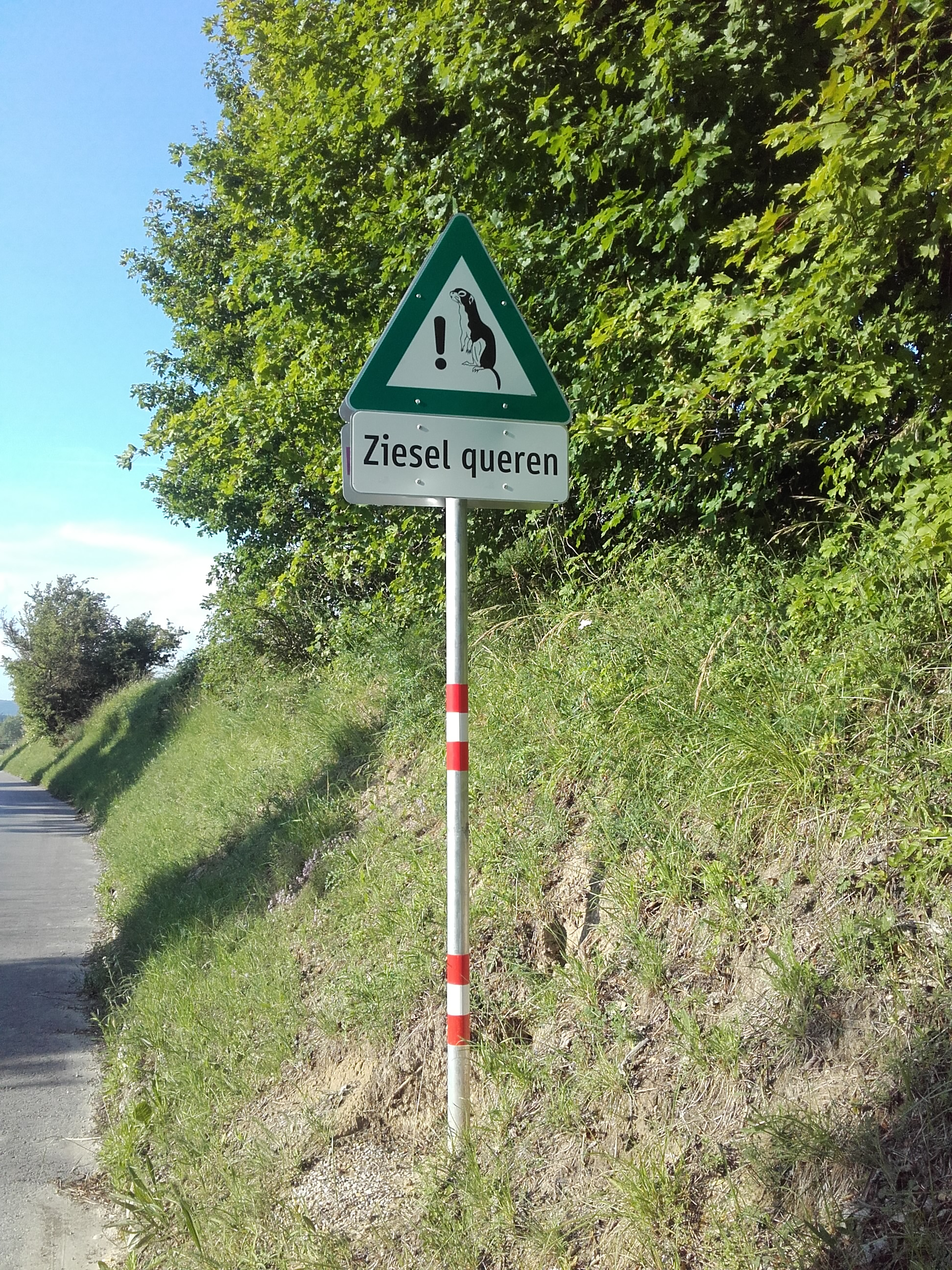
Gefahrenzeichen für querende Ziesel nördlich von Stammersdorf

Der Europäische Ziesel steht als „gefährdet“ (VU) auf der Roten Liste der gefährdeten Tierarten der IUCN. Die Art steht europarechtlich unter Schutz und wird in den Anhängen II („Art von gemeinschaftlichem Interesse, für deren Erhaltung besondere Schutzgebiete ausgewiesen werden müssen“) und IV („Streng zu schützende Art von gemeinschaftlichem Interesse“) der Fauna-Flora-Habitat-Richtlinie der EU geführt. In der Roten Liste Österreichs ist die Art als „stark gefährdet“ (EN) eingestuft. Allerdings gibt es im Stadtgebiet von Wien hohe Bestände wie nie zuvor; 2019 wurde der Bestand nach dem Monitoring auf ca. 14.000 Stück geschätzt.

## Belege
1. ↑  Das Europäische Ziesel (Spermophilus citellus). Naturschutzbund NÖ, abgerufen am 24. Juli 2024.
2. ↑  
Robert S. Hoffmann, Andrew T. Smith: Spermophilus. In: Andrew T. Smith, Yan Xie: A Guide to the Mammals of China. Princeton University Press, Princeton NJ 2008, ISBN 978-0-691-09984-2, S. 193.
3. 1 2 3 4 5 6  
Nicolás Ramos-Lara, John L. Koprowski, Boris Kryštufek, Ilse E. Hoffmann: Spermophilus citellus (Rodentia: Sciuridae). In: Mammalian Species. Band 913, Nr. 913, 12. Dezember 2014, S. 71–87, doi:10.1644/913.1.
4. 1 2  
Mutlu Kart Gür, Hakan Gür: Spermophilus xanthoprymnus (Rodentia: Sciuridae). In: Mammalian Species. Band 42, Nr. 892, 2010, S. 183–194, doi:10.1644/864.1.
5. 1 2  
İslam Gündüz, Maarit Jaarola, Coskun Tez, Can Yeniyurt, P. David Polly, Jeremy B. Searle: Multigenic and morphometric differentiation of ground squirrels (Spermophilus, Sciuridae, Rodentia) in Turkey, with a description of a new species. In: Molecular Phylogenetics and Evolution. Band 43, Nr. 3, Juni 2007, S. 916–935, doi:10.1016/j.ympev.2007.02.021.
6. ↑  Die Ziesel verlassen Rudolfsdorf. Sächsische Zeitung, 2. November 2016.
7. 1 2  
Kristofer M. Helgen, F. Russell Cole, Lauren E. Helgen, Don E. Wilson: Generic Revision in the Holarctic Ground Squirrel Genus Spermophilus. In: Journal of Mammalogy. Band 90, Nr. 2, 14. April 2009, S. 270–305, doi:10.1644/07-MAMM-A-309.1.
8. 1 2 3 4 5 6  
Richard W. Thorington Jr., John L. Koprowski, Michael A. Steele: Squirrels of the World. Johns Hopkins University Press, Baltimore MD 2012, ISBN 978-1-4214-0469-1, S. 302–303.
9. 1 2  
Spermophilus citellus In: Don E. Wilson, DeeAnn M. Reeder (Hrsg.): Mammal Species of the World. A taxonomic and geographic Reference. 2 Bände. 3. Auflage. Johns Hopkins University Press, Baltimore MD 2005, ISBN 0-8018-8221-4.
10. ↑  
Carl von Linné: Systema naturæ per regna tria naturæ, secundum classes, ordines, genera, species, cum characteribus, differentiis, synonymis, locis. 12. Auflage, Band 1, 1966, S. 81 (Digitalisat).
11. ↑  
Frédéric Cuvier: Des dents des mammifères, considérées comme caracteres zoologiques. 1825 (Digitalisat).
12. ↑  Bundesministerium für Land- und Forstwirtschaft, Umwelt und Wasserwirtschaft (Hrsg.): Rote Listen gefährdeter Tiere Österreichs. Checklisten, Gefährdungsanalysen, Handlungsbedarf. Teil 1: Säugetiere, Vögel, Heuschrecken, Wasserkäfer, Netzflügler, Schnabelfliegen, Tagfalter Böhlau Verlag, Wien 2005, ISBN 3-205-77345-4.
13. ↑  Monitoring von Ziesel-Vorkommen in Wien  ÖKOTEAM Institut für Tierökologie und Naturraumplanung, 19. November 2021.